# NXT WarGames 2021
NXT WarGames 2021 è stato il trentasettesimo special event di NXT, il primo senza la denominazione NXT TakeOver, prodotto dalla WWE e trasmesso in diretta su Peacock negli Stati Uniti e sul WWE Network nel resto del mondo. L'evento si è svolto il 5 dicembre 2021 al Capitol Wrestling Center di Orlando, Florida.
Il nome dell'evento deriva da una stipulazione introdotta per la prima volta nel 1987 dalla National Wrestling Alliance e ripresa successivamente nella World Championship Wrestling, ovvero il WarGames match.

## Storyline
Nella puntata speciale NXT Halloween Havoc del 26 ottobre Mandy Rose sconfisse Raquel Gonzalez in un Trick or Street Fight, conquistando così l'NXT Women's Championship per la prima volta anche grazie all'aiuto della rientrante Dakota Kai, mentre, poco prima, Gigi Dolin e Jacy Jayne (alleate della Rose nelle Toxic Attraction) diventarono le nuove NXT Women's Tag Team Champions dopo aver sconfitto Io Shirai e Zoey Stark, attaccando poi brutalmente quest'ultima e infortunandola al ginocchio. Nella puntata di NXT del 16 novembre Kai e Gonzalez si affrontarono ma il match terminò senza un vincitore a causa dell'intervento di Rose, Dolin e Jayne, le quali, insieme a Kai, attaccarono pesantemente Gonzalez finché quest'ultima non venne salvata da Cora Jade, che fu brutalmente sconfitta da Kai la settimana precedente, e da Shirai. Il General Manager William Regal annunciò dunque che Gonzalez, Shirai, Jade ed una partecipante ancora da stabilire per via dell'infortunio di Stark avrebbero affrontato Rose, Dolin, Jayne e Kai in un wargames match all'omonimo evento. Nella puntata di NXT del 23 novembre Kay Lee Ray aiutò Jade a sconfiggere Rose in un match non titolato, rivelandosi essere la sostituta di Stark nell'incontro di NXT WarGames. Nella puntata di NXT del 30 novembre Ray sconfisse Kai in un Ladder match per ottenere il vantaggio delle entrate per la propria squadra durante il wargames match.
Dopo che Tommaso Ciampa difese con successo l'NXT Championship contro Bron Breakker nella puntata speciale NXT Halloween Havoc del 26 ottobre, Grayson Waller, impegnato nel frattempo in una faida personale con LA Knight, sfidò lo stesso Ciampa ad un match per la puntata del 23 novembre ma fu poi sconfitto. Sempre nella puntata di NXT del 23 novembre l'NXT North American Champion Carmelo Hayes, autoproclamatosi leader della "nuova generazione di NXT", decise di mettere in palio il suo titolo contro Johnny Gargano e Pete Dunne in un triple threat match, che poi vinse grazie all'aiuto di Tony D'Angelo. Al termine dell'incontro, Hayes, D'Angelo, Waller e Breakker attaccarono Gargano e Dunne finché non arrivarono Ciampa e Knight a supporto di questi ultimi. Ciò portò il General Manager William Regal a sancire un wargames match tra il Team 2.0 (Breakker, D'Angelo, Hayes e Waller) e il Team Black & Gold (Ciampa, Dunne, Gargano e Knight) per NXT WarGames. Nella puntata di NXT del 30 novembre Breakker sconfisse Gargano in un Ladder match per ottenere il vantaggio delle entrate per il proprio team durante il WarGames match.
Nella puntata di NXT del 2 novembre Duke Hudson invitò Cameron Grimes nella sua Poker Room per una partita di Texas hold' em, con Grimes che si aggiudicò poi la sfida. Nella puntata di NXT del 16 novembre Grimes batté nuovamente Hudson a poker grazie ad un bluff, portando quest'ultimo a colpirlo con una powerbomb attraverso il tavolo da gioco e ad accorciargli i capelli e la barba con un rasoio. Nella puntata di NXT del 23 novembre Grimes sfidò quindi Hudson ad un Hair vs. hair match per NXT WarGames e questi accettò.
Nella puntata di NXT del 23 novembre Joe Gacy si confrontò con l'NXT Cruiserweight Champion Roderick Strong e lo sfidò ad un incontro per il titolo, nonostante Gacy stesso non fosse un peso leggero. Dopo che Gacy gli disse che non aveva il coraggio di affrontarlo poiché non eleggibile per la categoria dei pesi leggeri, Strong accettò la sfida e il manager di quest'ultimo, Malcolm Bivens, sancì il match tra i due con in palio l'NXT Cruiserweight Championship per NXT WarGames.
Nella puntata di NXT del 30 novembre Kyle O'Reilly e Von Wagner sconfissero il Legado del Fantasma (Joaquin Wilde e Raul Mendoza), diventando così i contendenti nº1 all'NXT Tag Team Championship dell'Imperium (Fabian Aichner e Marcel Barthel) per NXT WarGames.

## Risultati
| #    | Match | Stipulazioni                                      | Durata |
| ---- | --- | ------------------------------------------------- | ------ |
| Dark | Odyssey Jones ha sconfitto Andre Chase | Single match                                      | 8:24   |
| 1    | Raquel Gonzalez, Io Shirai, Cora Jade e Kay Lee Ray hanno sconfitto Dakota Kai e Toxic Attraction                                                                                       | Wargames match                                    | 31:22  |
| 2    | Imperium (c) (Fabian Aichner e Marcel Barthel) ha sconfitto Kyle O'Reilly e Von Wagner                                                                                                  | Tag team match per l'NXT Tag Team Championship    | 14:53  |
| 3    | Cameron Grimes ha sconfitto Duke Hudson | Hair vs. hair match                               | 10:24  |
| 4    | Roderick Strong (c) (con Diamond Mine) ha sconfitto Joe Gacy (con Harland) | Single match per l'NXT Cruiserweight Championship | 8:27   |
| 5    | Team 2.0 (Bron Breakker, Carmelo Hayes, Tony D'Angelo e Grayson Waller) (con Trick Williams) hanno sconfitto Team Black & Gold (Tommaso Ciampa, Johnny Gargano, LA Knight e Pete Dunne) | Wargames match                                    | 38:11  |